# Franz Crass
Franz Crass (né le 9 mars 1928 à Wipperfürth et mort le 23 juin 2012 à Rüsselsheim) est un chanteur d'opéra allemand (basse, à l'origine baryton-basse)
Il étudie le chant à Cologne et débute en 1954 à Krefeld dans le rôle d’Amonasro (rôle de baryton) dans Aïda. De 1956 à 1962, il chante à l'opéra de Hanovre, de 1962 à 1964 à l'opéra de Cologne, et à partir de 1964 il ne chante plus que sur invitation, notamment à l'opéra d'État de Vienne, à Covent Garden, à la Scala et au Festival de Bayreuth. En 1981, des problèmes d'ouïe le forcent à prendre sa retraite. Il se consacre depuis lors à l'enseignement du chant. Parmi ses élèves, on compte la basse allemande Lars Woldt.
Franz Crass possédait une voix noble quoiqu'un peu gutturale et articulait avec beaucoup de distinction.

## Discographie sélective
- Avec Otto Klemperer : La Flûte enchantée
- Avec Karl Böhm à la direction de l'Orchestre philharmonique de Berlin, Fritz Wunderlich, Dietrich Fischer-Dieskau : La Flûte enchantée
- Avec Rafael Kubelik : Les Maîtres Chanteurs de Nuremberg
- Avec Karl Böhm : Fidelio
- Avec Pierre Boulez : Parsifal
- Avec Carlos Kleiber : Der Freischütz
- Avec Wolfgang Sawallisch : Le Vaisseau fantôme (live Scala 1966, rôle du Hollandais)